# 拉鲁日
拉鲁日（法語：La Rouge，法語發音：[la ʁuʒ] ⓘ）是法国奥恩省的一个旧市镇，属于莫尔塔涅欧佩什区。2016年，拉鲁日与临近的5个市镇合并为新市镇瓦勒欧佩什。

## 地理
拉鲁日（48°17'11"N, 0°42'25"E）面积11.74 平方千米，位于法国诺曼底大区奧恩省，该省份为法国西北部内陆省份，北起顺时针与卡爾瓦多斯省、厄尔省、厄尔-卢瓦省、萨尔特省、马耶讷省和芒什省接壤。
与拉鲁日接壤的市镇（或旧市镇、城区）包括：埃尔河畔圣阿尼昂、莱米蒂耶尔、马勒、普雷欧迪佩尔什、埃尔河畔圣伊莱尔、瓦勒欧佩什。

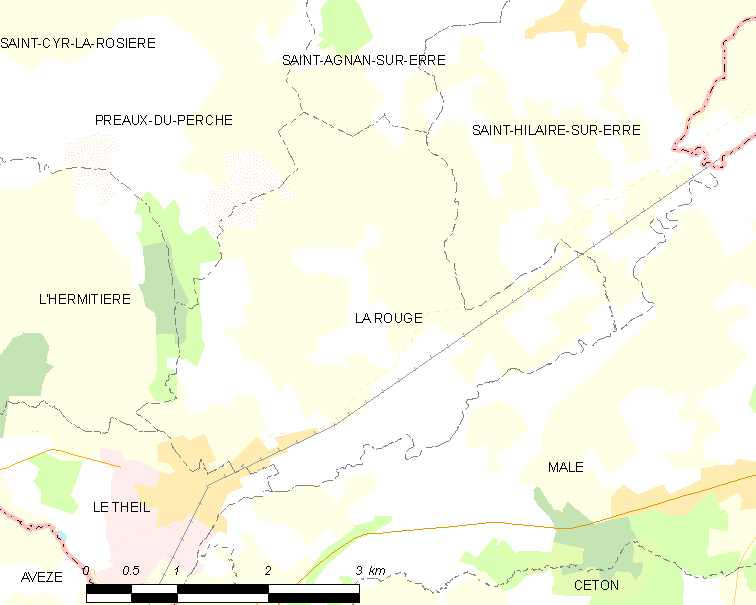
拉鲁日的OSM定位图

拉鲁日的时区为UTC+01:00、UTC+02:00（夏令时）。

## 行政
拉鲁日的邮政编码为61260，INSEE市镇编码为61356。

## 政治
拉鲁日所属的省级选区为瑟通县。

## 人口

1962-2008年间拉鲁日人口变化图示

拉鲁日于2018年1月1日时的人口数量为663人。